# Bill Gormlie
William Joseph "Bill" Gormlie (Liverpool, 12 mei 1911 – 10 juli 1976) was een Engelse voetbalcoach.
Gormlie was doelman van Blackburn Rovers. Hij werd op 2 april 1947 bondscoach van de Belgische nationale ploeg. Omdat de KBVB een forfait gaf voor het WK 1950 in Brazilië, waren er geen Belgen te zien op het Wereldkampioenschap.
Gormlie zou tot 1953 bondscoach blijven en net niet het WK 1954 in Zwitserland halen. Gormlie werd opgevolgd door de Schot Dougall Livingstone.
Gormlie was niet op slag werkloos want sinds 1950 combineerde hij zijn job als bondscoach met die van trainer bij RSC Anderlecht. Hij zou tien seizoenen trainer blijven van Anderlecht. In 1960 werd hij opgevolgd door Pierre Sinibaldi. Onder Gormlie werd Anderlecht vijf keer kampioen.
Eind jaren 50 was hij een van de ontdekkers van de jonge Paul Van Himst.